# École Loretto
L'école Loretto (en anglais : Loretto School) est un internat et un externat indépendants pour les garçons et les filles âgés de 0 à 18 ans. Fondé en 1827, le campus occupe 34 ha à Musselburgh (East Lothian), en Écosse.

## Histoire
L'école est fondée par le révérend Thomas Langhorne en 1827. Langhorne était originaire de Crosby Ravensworth dans le Westmorland. Il donne à l'école le nom de Loretto House, sa résidence d'alors, elle-même nommée d'après une chapelle médiévale dédiée à Notre-Dame de Lorette qui se trouvait autrefois sur le site de l'école. L'école est ensuite reprise par son fils du même nom. Le dernier lien avec la famille Langhorne est le fils de ce dernier, John, qui est maître à Loretto de 1890 à 1897, puis directeur de la John Watson's Institution (en),. Loretto est ensuite dirigée par le docteur Hely Hutchinson Almond de 1862 à 1903.
Dans les années 1950, l'école augmente le nombre de laboratoires de sciences, intègre les arts dans le programme d'études et introduit l'office religieux dans la vie quotidienne de l'école.
À l'origine, l'école n'accepte que les garçons, les filles rejoignent la sixième année à partir de 1981 puis la troisième année en 1995, rendant ainsi l'école totalement mixte depuis cette année-là.
Dans les années 2000, un scandale éclate à cause d'abus sexuels systématiques perpétrés au sein de l'école dans les années 1960,,.
La Loretto Golf Academy, créée en 2002, propose des cours de golf à plus de 250 élèves sur les parcours locaux et dans le nouveau centre de golf intérieur de l'école.
L'école Loretto est classée quatrième école indépendante écossaise dans les tableaux de classement des niveaux A de 2018.

## Directeurs
Historique selon le site de l'école Loretto :
- 1825–1862 : famille Langhorne (Thomas, Thomas II, John)
- 1862–1903 : Hely Hutchinson Almond
- 1903–1908 : Henry Tristram (en)
- 1908–1926 : Allan Ramsey Smith
- 1926–1945 : James Greenlees (en)
- 1945–1960 : David Forbes Mackintosh
- 1960–1976 : Rab Bruce-Lockhart
- 1976–1984 : David Bruce McMurray
- 1984–1995 : The Rev. Norman Walker Drummond
- 1995–2000 : Keith Joseph Budge
- 2001–2008 : Michael Barclay Mavor
- 2008–2013 : Peter A. Hogan
- 2013–2014 : Elaine Logan
- Depuis 2014 : Dr Graham Hawley

## Élèves notables
- A. G. G. Asher (en) (1861-1930) : joueur international de cricket et de rugby[11]
- George Bertram Cockburn (1872-1931) : pionnier de l'aviation[12]
- Don Boyd (en) (1948-) : réalisateur de cinéma, écrivain
- Alexander Bruce (1849-1921) : pair représentatif unioniste, secrétaire d'État pour l'Écosse, gouverneur de la Bank of Scotland, chancelier de l'université de St Andrews et personnalité de premier plan de l'Église d'Écosse[13]
- Sandy Carmichael (1944-2021) : joueur international de rugby[14]
- Charles Walker Cathcart (en) (1853-1932) : joueur international de rugby et chirurgien[15]
- Iain Conn (en) (1962-) : CEO de Centrica[16]
- Alexander Cary (en) : noble et scnéariste[17]
- Jim Clark (1936-1968) : pilote de formule 1[18]
- Paul Clauss (en) (1868-1945) : joueur international de rugby[19]
- Alistair Darling (1953-) : chancelier de l'Échiquier[20]
- Fergus Ewing (en) (1957-) : homme politique du Parti national écossais[21]
- Nicholas Fairbairn (en) (1933-1995) : homme politique, Solliciteur général pour l'Écosse[22]
- Denis Forman (1917-2013) : directeur du British Film Institute et d'ITV Granada[23]
- Peter Fraser (1945-2013) : homme politique, Solliciteur général pour l'Écosse[24]
- Keith Geddes (en) (1918-1991) : joueur international de rugby qui a combattu lors de la bataille d'Angleterre[25]
- Stephen Gilbert (en) (1912–2010) : écrivain et activiste pour le désarmement nucléaire irlandais[26]
- William Alexander Kerr (en) (1831-1919) : militaire ayant reçu la croix de Victoria[27]
- William Laidlay (en) (1846-1912) : artiste, avocat et joueur de cricket[28]
- Norman Lamont (1942-) : homme politique, Solliciteur général pour l'Écosse[29]
- Hew Lorimer (en) (1907-1993) : sculpteur[30]
- Andrew Marr (1959-) : journaliste[31]
- Edward Powys Mathers (1892-1939) : traducteur, poète et pionnier passeur de mots croisés cryptiques[32]
- James Graham (1935-) : noble et homme politique[33]
- Robin Orr (1909-2006) : compositeur[34]
- Jamie Parker (1979-) : acteur et chanteur[35]
- Henry Holmes Stewart (1847–1937) : joueur de football[36]
- Alan Sutherland (1931-2019) : artiste[37]